# Rinaldo dei Bonacolsi
Rinaldo dei Bonacolsi, detto Passerino (Mantova, 1278 – Mantova, 16 agosto 1328), è stato un nobile italiano.

## Biografia

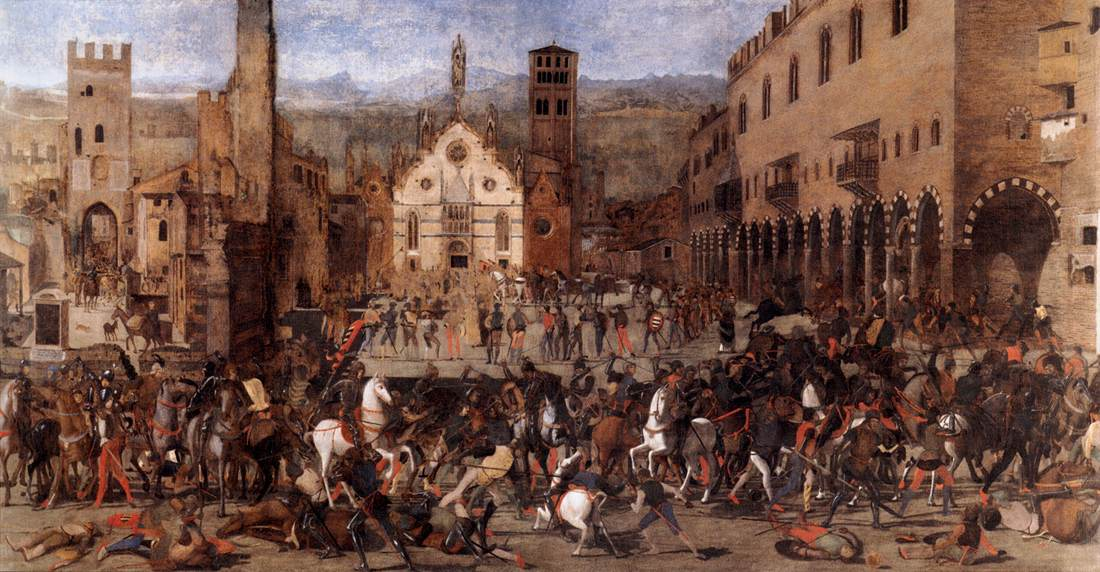
Domenico Morone, Cacciata dei Bonacolsi, (Mantova, Palazzo Ducale), 1494

Quarto figlio di Giovanni detto Gambagrossa e nipote di Pinamonte, fu l'ultimo membro della famiglia a governare Mantova tra il 1309 e il 1328.
Promulgò, assieme al fratello Bonaventura detto Butirone, gli Statuti Bonacolsiani (Statuta dominorum Raynaldi et Botironi fratrum de Bonacolsis), datati tra il 1303 e il 1313, un codice legislativo, una raccolta giuridica acquisita successivamente dai Gonzaga che rimase alla base della vita mantovana fino al 1400 con Francesco I Gonzaga.
Ricevette l'investitura imperiale nel 1309 e nel 1312 riuscì a farsi dichiarare anche signore di Modena, però si venne a sapere che divenne soltanto titolare del vicariato imperiale di Modena, quindi Francesco I Pico venne convinto a vendergli il capitanato di Modena. Fu considerato uno dei più abili capitani del suo tempo e Mantova fu dichiarata città inespugnabile. Trascorse molti anni a Modena e nominò il figlio Francesco capitano del popolo a Mantova.
Il cardinale Bertrando del Poggetto, che nel 1319 era stato mandato da papa Giovanni XXII per governare lo stato ecclesiastico e schiacciare i ghibellini, nel 1323 pubblicò una terribile sentenza di scomunica contro Passerino dichiarandolo eretico.
Passerino, in alleanza con le più potenti famiglie ghibelline, Visconti, Scaligeri ed Estensi, in quel momento in rotta con il papa, il 29 settembre 1325 conquistò il castello di Monteveglio ed i bolognesi furono costretti ad assediare il castello. Mentre durava ancora l'assedio, il 15 novembre 1325, avvenne l'importante battaglia di Zappolino dove i guelfi di Malatestino Malatesta subirono una clamorosa sconfitta. Durante la battaglia di Zappolino venne fatto prigioniero Sassolo Della Rosa – che era accorso in aiuto dei bolognesi – e Passerino lo condusse in carcere a Mantova dove morì avvelenato nel 1326. In quell'anno Passerino venne scomunicato da papa Giovanni XXII per eresia.
Il trionfo di Zappolino che permise ai ghibellini di giungere quasi sotto le mura di Bologna, è all'origine anche del trofeo, la Secchia rapita, che tuttora è conservato nel Palazzo Comunale di Modena. In seguito la coalizione ghibellina diede segni di logorio ed il 28 gennaio 1326 Passerino dovette firmare una pace separata con Bologna, sotto la pressione di un esercito che scendeva da Piacenza. La pace fu sgradita ai suoi sudditi modenesi, che ambivano a diversi castelli sul confine, e che lo cacciarono dalla città nel 1327.
Una delle ricche famiglie di Mantova del tempo desiderava però impadronirsi della città: quella dei Gonzaga. Il capo della famiglia era Luigi, che chiese aiuto a Cangrande della Scala, signore di Verona, per spodestare Rinaldo dei Bonacolsi; i rapporti tra i Bonacolsi e i Gonzaga peggiorarono col tempo, e questo odio reciproco divenne il pretesto per cui Luigi Gonzaga organizzò la congiura partendo da Porta Pradella. Cangrande acconsentì inviando 800 soldati e 300 cavalieri e nella notte del 16 agosto 1328 i soldati veronesi combatterono a Mantova una dura battaglia che consentì la presa del potere dei Gonzaga, destinata a durare sino nel 1708. Luigi Gonzaga entrò nel Duomo di San Pietro da vincitore e Rinaldo, ferito alla testa da un certo Alberto da Saviola, morì dissanguato.

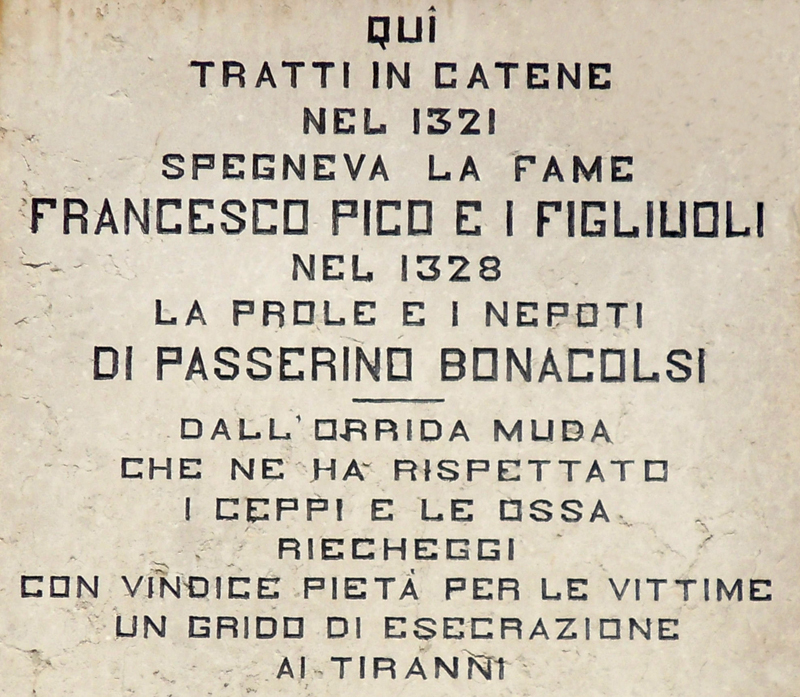
Castel d'Ario, lapide posta sul castello a ricordo di Francesco dei Bonacolsi

## La mummia di Passerino Bonacolsi

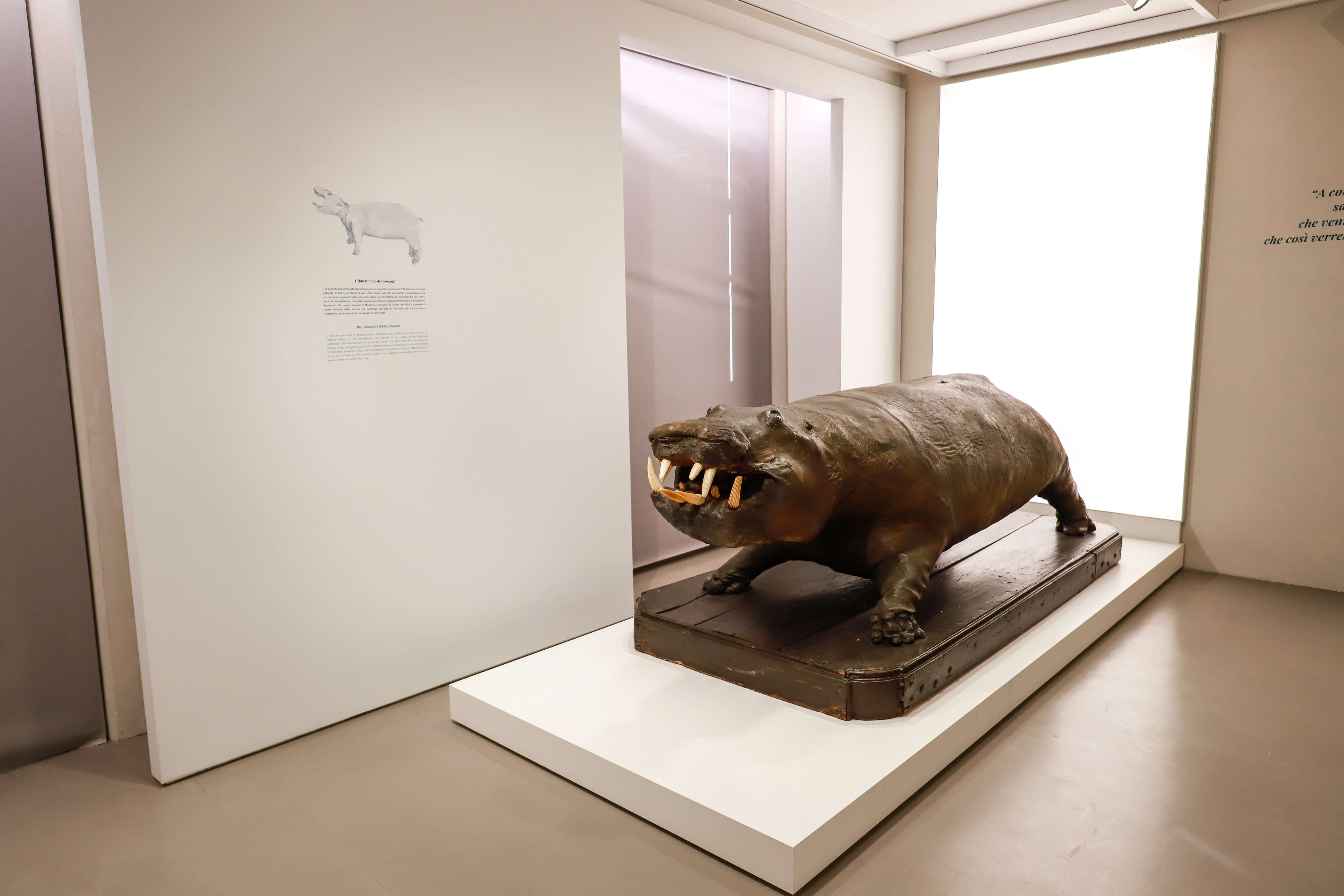
Kosmos, Pavia, ippopotamo proveniente dalla Celeste Galeria dei Gonzaga, sul quale era collocato (a cavallo dell'animale) il corpo mummificato di Passerino dei Bonacolsi.

Il viaggiatore e naturalista tedesco Joseph Fürttenbach, che visitò Mantova nel 1626, raccontò che il corpo di Passerino mummificato era collocato a cavallo di un ippopotamo ed esposto come talismano nella wunderkammer della Galleria delle Metamorfosi di Palazzo Ducale. 
Ad aver visto la mummia fu un altro visitatore, Martin Zeiler, che visitò il palazzo nel 1630.
La leggenda vuole che a disfarsi della mummia di Passerino sia stata l'ultima duchessa di Mantova, Susanna Enrichetta di Lorena la quale, stanca dell'inquietante spoglia, avrebbe fatto gettare il corpo nelle acque del lago. Si avverò la profezia di una maga che aveva previsto la perdita del potere a chi si fosse sbarazzato della mummia: i Gonzaga caddero alcuni anni dopo, nel 1708. L'ippopotamo tassidermizzato che reggeva la mummia di Passerino fu portato a Pavia nel 1783, dove attualmente si trova nel museo di Storia Naturale dell'Università.

## Discendenza
Rinaldo sposò nel 1325 Alisa d'Este, figlia di Aldobrandino, signore di Ferrara, dalla quale non ebbe figli.
Ebbe però tre figli illegittimi:
- Giovanni, abate di Sant'Andrea. Imprigionato nel 1328 da Luigi Gonzaga assieme al fratello Francesco e ai cugini nel Castello di Castel d'Ario dove morì;
- Francesco, imprigionato nel 1328 da Luigi Gonzaga assieme ai cugini nel Castello di Castel d'Ario dove morì;
- Berardo, che assistette il padre nel governo di Mantova.

## Ascendenza
|                        |     |                | Genitori              |  |  | Nonni                   |  |  | Bisnonni              |  |
|                        |     |                |                       |  |  | Pinamonte dei Bonacolsi |  |  | Martino dei Bonacolsi |  |
|                        |     |                |                       |  |  | Pinamonte dei Bonacolsi |  |  | Martino dei Bonacolsi |  |
|                        |     | ...            |                       |  |  | Pinamonte dei Bonacolsi |  |  |                       |  |
| Giovanni dei Bonacolsi |     |                |                       |  |  | Pinamonte dei Bonacolsi |  |  |                       |  |
|                        |     | ? Da Correggio | Guido II da Correggio |  |  |                         |  |  |                       |  |
|                        |     | ? Da Correggio | Guido II da Correggio |  |  |                         |  |  |                       |  |
|                        |     | ? Da Correggio | Mabilia della Gente   |  |  |                         |  |  |                       |  |
| Rinaldo dei Bonacolsi  |     | ? Da Correggio |                       |  |  |                         |  |  |                       |  |
|                        | ... | ...            |                       |  |  |                         |  |  |                       |  |
|                        | ... | ...            |                       |  |  |                         |  |  |                       |  |
|                        | ... | ...            |                       |  |  |                         |  |  |                       |  |
| N.N.                   | ... |                |                       |  |  |                         |  |  |                       |  |
|                        |     | ...            | ...                   |  |  |                         |  |  |                       |  |
|                        |     | ...            | ...                   |  |  |                         |  |  |                       |  |
|                        |     | ...            | ...                   |  |  |                         |  |  |                       |  |
|                        |     | ...            |                       |  |  |                         |  |  |                       |  |

## Nella cultura di massa
- Tuttora è utilizzata nel dialetto modenese l'espressione scherzosa "Al tèimp dal dòcca Pasarèin..." ("Al tempo del duca Passerino..."), che indica un evento remoto o stranoto accaduto da moltissimo tempo.[11][12][13]
- Il Comune di Terranova dei Passerini prende il nome dal duca.